# Paul Hindemith
Paul Hindemith (Hanau, Hessen, 16 de novembre de 1895 – Frankfurt del Main, 28 de desembre de 1963) va ser un compositor, violista, professor i director d'orquestra alemany. És considerat un dels compositors més significatius de la seva generació i una de les figures clau de la música d'entreguerres.
Va fundar l'⁣Amar Quartet l'any 1921, fent nombroses gires per Europa. Com a compositor, es va convertir en un gran defensor de l'estil musical Neue Sachlichkeit (Nova Objectivitat) als anys 20, amb composicions com Kammermusik, que inclouen obres amb viola i viola d'amore com a instruments solistes amb un esperit neobachià. Altres composicions destacades inclouen el seu cicle de cançons Das Marienleben (1923), Der Schwanendreher per a viola i orquestra (1935), l'⁣òpera Mathis der Maler (1938), la Metamorfosi simfònica de temes de Carl Maria von Weber (1943) i l'oratori When Lilacs Last in the Dooryard Bloom'd (1946), un rèquiem basat en el poema de Walt Whitman. Hindemith i la seva esposa van emigrar a Suïssa i als Estats Units abans de la Segona Guerra Mundial, després d'augmentar les dificultats amb el règim nazi alemany. En els seus últims anys, va dirigir i va enregistrar gran part de la seva pròpia música.
La majoria de les composicions de Hindemith estan ancorades per un to fundacional, i utilitzen formes musicals i contrapunts i cadències típiques de les tradicions barroques i clàssiques. El seu llenguatge harmònic és més modern, utilitza lliurement les 12 notes de l'⁣escala cromàtica dins del seu marc tonal, tal com detalla en el seu tractat de tres volums, The Craft of Musical Composition.

## Biografia i carrera

### Família
Paul Hindemith va néixer a Hanau, prop de Frankfurt, fill gran del pintor i decorador Robert Hindemith de Naumburg am Queis, al nord-est de Breslau a la Baixa Silèsia, i de Marie Warnecke, que havia nascut a Stammen i procedia d’una llarga nissaga de pastors d’ovelles. El matrimoni es va establir a Hanau, on el 16 de novembre de 1895 va néixer el seu primer fill, Paul Hindemith, de forma provisional. Després la família es va traslladar primer a Niederrodenburg, on va néixer Toni (1898), i després a Mühlheim, on va néixer Rudolf (1900), totes prop de Frankfurt i perquè el que el pare trobava una nova feina.

### Estudis
Paul va començar a rebre classes de violí de manera regular l’any 1904, amb nou anys, amb un professor de Mühlheim. Tots tres germans tenien dots musicals i fins i tot actuaven sota el nom de Frankfurter Kindertrio (Trio Infantil de Frankfurt): en Paul i la seva germana Toni tocaven el violí, en Rudolf el violoncel, i el seu pare els acompanyava amb la cítara. Tot i la falta de diners, el pare portava els fills a l’Òpera de Frankfurt, els explicava amb detall les obres que veurien i, de tornada, els feia preguntes exigents que si no responien bé, els castigava.
El 1907 va continuar els estudis amb Anna Hegner a Frankfurt. Després de dos anys, quan Hegner va marxar de Frankfurt va recomanar el jove Paul —que encara no tenia dotze anys— a Adolf Rebner, professor del Conservatori Hoch de Frankfurt, concertino de l’Òpera i membre del Museumsquartett de Frankfurt. Allà també va estudiar composició primer amb Arnold Mendelssohn -que el va influenciar molt- i després amb Bernhard Sekles. El més professor que es va sentir més còmode va ser Fritz Bassermann, responsable de tots els assajos d’orquestra i de música de cambra, i que també impartia classes de violí, viola i direcció. Durant els anys al Conservatori Hoch, ell i el seu germà, que també estudiava al conservatori, treballaven com a músics en tavernes i cinemes per guanyar diners i mantenir els seus instruments.

### Primeres feines
L’estiu de 1913, Paul debutà com a professional amb un contracte com a primer violinista en una orquestra que amenitzava l’estiueig al Bürgenstock, a Suïssa, vora el llac dels Quatre Cantons. L’any següent repetí experiència a Heiden, una altra destinació turística suïssa a la vora del llac de Constança.
El 1915, el seu pare es va allistar voluntàriament a l’exèrcit alemany a la Primera Guerra Mundial. Paul acceptà el juny un lloc com a primer violinista a l’Òpera de Frankfurt per ajudar la seva família durant l’absència del pare, tot i que això implicava renunciar a la beca del Conservatori Hoch. El pare ja no va tornar i va desaparèixer sense deixar rastre. Paul continuà estudiant fins al 1917 mentre treballava. Inicialment guanyava poc, però al setembre fou nomenat Konzertmeister, aportant estabilitat econòmica per dos anys. Paul complementava els seus ingressos donant classes particulars i tocant el segon violí en el Quartet Rebner, que actuava a Frankfurt i als voltants. El 1916 va rebre un premi per un Quartet de corda, op. 2, valorat en 750 marcs, més de la meitat del seu salari anual a l’Òpera de Frankfurt.
Amb només vint anys, Paul Hindemith ja era considerat un violinista complet, tal com demostren els destacats músics amb qui tocava, malgrat la seva humil opinió sobre el seu talent. Col·laborà amb cantants de renom com Sigrid Onegin i Lula Mysz-Gmeiner, i amb directors prestigiosos com Willem Mengelberg i Ludwig Rottenberg, la filla petita de la qual acabaria casant-se amb ell. Emma Lübbecke-Job actuaria com a pianista solista en molts dels primers concerts amb obres de Hindemith.

### Primera Gurra Mundial (1914-1918)
El 1917, amb vint-i-dos anys, el contracte de Hindemith amb l’Òpera de Frankfurt es va renovar per quatre anys més amb un augment de sou substancial. Poques setmanes després, el setembre de 1917, Hindemith va ser reclutat a l'⁣Exèrcit Imperial Alemanyi enviat a un regiment a Alsàcia el gener de 1918. Allà va ser assignat per tocar el bombo a la banda del regiment, i també va formar un quartet de corda. El maig de 1918 va ser desplegat al front de Flandes, on va fer de sentinella; el seu diari diu que va «sobreviure als atacs de granades només per bona sort». Després de l'armistici va tornar a Frankfurt i al Quartet Rebner.
A finals de 1917, Paul Hindemith començava a allunyar-se de la seva admiració per Richard Strauss i començava a interessar-se per l’expressionisme, que descobrí a la revista Das Kunstblatt, tot i que encara no n’entenia del tot el significat. Justament aquell any, la revista publicà un número dedicat a Kokoschka i la seva obra Mörder, Hoffnung der Frauen, que anys després Hindemith musicaria. Durant la seva estada com a soldat a França, Hindemith no va poder dedicar-se plenament a la composició. La seva creació més destacada d’aquell període fou el Quartet de corda núm. 2 en fa menor, op. 10, una obra d’esperit romàntic dedicada al matrimoni Ronnefeldt. També acaba la Primera Sonata per a violí, op. 11, que no només va ser la primera obra de Hindemith en què començava a perfilar-se un estil propi, sinó també l’inici d’un conjunt significatiu de sonates instrumentals que arribarien a ser una part fonamental del seu llegat creatiu.
El van llicenciar de l’exèrcit a principis del 1919. En arribar a casa, a Frankfurt, la seva mare el va saludar amb un lacònic «Ah, ja ets aquí?». Aquella mateixa nit, Hindemith va reprendre el seu lloc a l’orquestra de l’òpera.

### Primers èxits (1919-1922)
El més significatiu per a Hindemith, que formava part tant de l’orquestra de l’òpera com dels Concerts del Museu, va ser conèixer tres directors —Busch, Furtwängler i Scherchen— que es convertirien en figures clau en la seva trajectòria futura. Hindemith encara depenia del seu entorn proper per estrenar les seves obres, però la creació de noves societats dedicades a la música contemporània li oferí oportunitats més estimulants que les institucions tradicionals. Tot i no ser tan compromès políticament com Webern, Hindemith creia que la música havia d’anar més enllà de l’entreteniment burgès i connectar amb la realitat, deixant enrere l’excés d’emotivitat. El 2 de juny de 1919 es va organitzar un concert amb les sevs obres de cambra, on ell va intervenir com a viola i Emma Lübbecke-Job al piano.
Hindemith continuava vivint en un pis senzill a prop de l’Òpera amb la seva mare i la seva germana, mentre el seu germà Rudolf estudiava a Berlín, i sostenia la família amb el seu sou escàs com a músic d’orquestra. Seguint el consell de Sekles, Hindemith va enviar les seves obres a l’editorial Schott und Söhne de Mainz, una de les més prestigioses. Va ser l’inici d’una associació per a tota la vida, que acabaria sent tan profitosa per al compositor com per als editors.
L’any 1921, el director Fritz Busch va descobrir Paul Hindemith a l’orquestra de Frankfurt i va decidir estrenar dues de les seves primeres òperes expressionistes a Stuttgart: Mörder, Hoffnung der Frauen i Das Nusch-Nuschi). Va causar polèmica però consolidant-lo com una figura clau de l’avantguarda alemanya. A partir d’aquí, Hindemith deixava enrere el rol de músic discret per esdevenir un compositor trencador amb una veu pròpia. El 1922, Ludwig Rottenberg estrenà a Frankfurt les tres òperes d’un acte, incloent-hi Sancta Susanna, l’obra més provocadora, sobre una monja obsessionada sexualment. El públic, tot i les crítiques morals, hi respongué amb interès, i aquestes òperes feren que l’intel·lectualitat jove veiés Hindemith com un rebel. Tot i gaudir del rebombori i del seu cercle avantguardista, Hindemith no s’hi identificava del tot i acabà considerant aquelles òperes simples exercicis d’aprenentatge. Amb el temps, però, aquestes mateixes obres causarien conflictes amb el règim nazi.
El 1921, Hindemith va fundar l'Quartet ⁣Amar, tocant la viola, i va fer una extensa gira per Europa amb èmfasi en la música contemporània. El seu germà petit Rudolf era el violoncel·lista original. El Quartet Amar, anomenat així pel seu primer violí, Licco Amar, va esdevenir un referent de la música de cambra moderna a Europa. Fundat per Amar, un violinista turc amb una brillant trajectòria, i el seu col·lega Walter Casper, el grup va estrenar amb èxit el Segon Quartet de Corda de Hindemith i es consolidà com un gran defensor de la nova música.
Sota el patrocini del príncep de Fürstenberg l'any 1921 es va començar a celebrar el festival de Música de Cambra de Donaueschingen. Al consell honorífic per presidir el festival hi havia Richard Strauss, Hans Pfitzner, Franz Schreker, Ferruccio Busoni i Arthur Nikisch. Dos anys més tard hi entraria Hindemith. El festival apostava per un enfocament democràtic i obert als joves compositors, en contrast amb la visió elitista de figures com Schönberg. El príncep s’implicà de manera informal i propera amb els músics. El festival es consolidà com un espai vitalista, innovador i juvenil per a la nova música.

### Primera maduresa (1922-1927)
Com a compositor, es va convertir en un gran defensor de l'estil musical Neue Sachlichkeit (Nova Objectivitat) als anys vint, amb composicions com Kammermusik. Recordant els Concerts de Brandenburg de Bach, inclouen obres amb viola i viola d'amor com a instruments solistes amb un esperit neobachià.
El 1923 van ser interpretats al festival de la Societat Internacional per la Música Contemporània de Salzburg el Quintet per a clarinet i quartet de corda, dedicat a Werner Reinhart, un empresari suís benestant i també clarinetista que Hindemith va conèixer a Donaueschingen i que esdevindria un amic per a tota la vida. El 1924, al mateix festival, va presentar el Primer Trio per a corda. Amb aquestes peces va cridar per primera vegada l'atenció d'un públic internacional. Hindemith s'implicava en l'organització i interpretació de les seves obres, sovint amb amistats com les germanes Thalheimer i la pianista Emma Lübbecke-Job. Tocava sovint amb el Quartet Amar, amb qui va fer 129 concerts només el 1924.
El 1923, l'Ajuntament de Frankfurt va decidir posar la torre Kuhhirtenturm i la casa de la porta a disposició del compositor Paul Hindemith com a apartament de lloguer. Hindemith va renovar l'edifici amb les seves pròpies despeses i s'hi va mudar amb la seva mare i la seva germana l'octubre de 1923. Hi va viure quatre anys i hi va compondre el cicle de cançons Das Marienleben (1925) i l'òpera Cardillac (1926), basada en el conte romàntic de Hoffmann sobre l’orfebre Cardillac, que assassinava els seus clients perquè no podia suportar separar-se de les seves creacions. Com era habitual amb les estrenes de Hindemith, l’òpera va generar opinions dividides entre crítics i espectadors. Tot i això, alguns la van veure com un avanç significatiu en el gènere operístic, i va començar a guanyar presència en diversos teatres alemanys, sobretot després que Otto Klemperer la dirigís a Wiesbaden.
El 15 de maig de 1924, Hindemith es va casar amb l'actriu i cantant Gertrud Rottenberg (1900–1967). Va ser una cerimèonia discreta només amb els membres de les dues famílies i alguns amics íntims. El matrimoni no va tenir fills. Gertrud provenia d’una família de rang social superior al seu. El seu avi matern, de cognom Adickes, havia estat alcalde de Frankfurt. Des del començament del matrimoni, Gertrud va deixar els escenaris i va assumir de bon grat el rol de secretària de Hindemith. La seva primera feina va ser endreçar la vida desorganitzada i caòtica que ell portava com a solter.
Va continuar treballant com a organitzador del Festival de Donaueschingen, on va programar obres de diversos compositors d'avantguarda, entre ells Anton Webern i Arnold Schönberg. També es van anar estrenant les seves obres, la darrera Triadisches Ballett, una obra abstracta de Schlemmer amb música de Hindemith per a piano mecànic, mai publicada. Aquest festival, que havia crescut molt, es traslladaria l’any següent a Baden-Baden.

### A Berlín
El 1927 va acceptar sorprenentment una plaça com a professor de composició a la Universität der Künste, una de les escoles estatals de música de Berlín. Segons va confessar, en realitat volia compensar la seva manca de formació teòrica i aprofitar el context per educar-se. En el mateix moment va pensar en influir els joves compositors, ja que creia que la música moderna s’havia allunyat del públic. Amb Hans Mersmann i Fritz Jöde va impulsar Sing- und Spielmusik (Música per cantar i tocar, música senzilla per a joves i aficionats. A Berlín, ciutat capdavantera musicalment, va tenir grups reduïts d’estudiants molt seleccionats, als quals volia ensenyar tècnica sòlida i criteri artístic.
A diferència de Schönberg, que imposava regles rígides, Hindemith buscava establir principis oberts basats en l’experiència auditiva. Això el va portar a desenvolupar el seu propi sistema teòric, publicat el 1937 com a  Unterweisung im Tonsatz (traduït com L’art de la composició musical), resultat directe de la seva tasca docent a Berlín. A partir de 1928 es va instal·lar definitivament a Berlín, deixant la Kuhhirtenturm a Frankfurt per a la seva família.
Hindemith dedicava tres habitacions del seu pis de Berlín a una maqueta de tren elèctrica, que considerava una activitat seriosa i organitzada, no només una joguina. Hi convidava amics destacats com Hubermann i Schnabel, i seguien horaris estrictes per evitar col·lisions. Mentrestant, continuava estrenant Kammermusik. A més de mantenir la seva activitat amb el Quartet Amar, seguia oferint recitals com a solista, com el que va fer a París amb Koussevitzky, que marcà l’inici d’un esforç per donar-li projecció internacional. Aquesta etapa marca la seva obertura a nous mitjans i el començament d’una llarga amistat amb Milhaud.
Hindemith va escriure la música de la pel·lícula d'avantguarda de Hans Richter de 1928 Ghosts Before Breakfast (Vormittagsspuk) i també va actuar a la pel·lícula; la partitura i la pel·lícula original van ser posteriorment cremades pels nazis.
El 1929, Hindemith va interpretar la part solista de l'estrena del Concert per a viola de William Walton, després que Lionel Tertis, per a qui va ser escrit, el rebutgés. El mateix any va col·laborar amb Bertolt Brecht en Lehrstück, un "oratori popular" que volia implicar el públic en la interpretació. L’estrena va causar escàndol per una escena amb pallassos que mutilen un gegant. Hindemith, preocupat per la reacció, va permetre que aquella escena s’ometés en futures representacions. Brecht es va oposar a eliminar l'escena que considerava clau. Aquesta disputa amb Hindemith va acabar en conflicte legal, i l’obra va ser retirada durant gairebé trenta anys. Aquesta controvèrsia va truncar una possible col·laboració important entre Brecht i Hindemith. Mentrestant, l’agent Willy Strecker impulsava la carrera de Hindemith a París i Londres, aconseguint contractes amb grans intèrprets i facilitant assajos generosos, fet poc habitual fins aleshores.
El 1931 Hindemith va escriure l’oratori Das Unaufhörliche, de to reflexiu, amb llibret de Gottfried Benn. El 1932 va crear dues obres: el Philharmonisches Konzert i el Plöner Musiktag, una jornada musical amb alumnes. Aquesta última va tancar la seva etapa de música participativa (Sing- und Spielmusik), concebuda amb una funció social. L’ascens del nazisme poc després va marcar la fi d’aquest període.

### Arribada del nazisme
El 1933, amb l'arribada dels nazis al poder, Hindemith va ajornar una òpera amb Penzoldt per evitar problemes polítics. Tot i que el projecte li interessava molt, va preferir buscar un tema més neutre i segur, com una òpera còmica sobre els primers ferrocarrils. Les idees polítiques de Hindemith no eren gaire definides, però tot indica una certa simpatia per la socialdemocràcia: a més de la seva activitat docent a la Hochschule, feia classes nocturnes a Neukölln, un districte obrer de Berlín. Tot i això, la política no semblava preocupar-lo massa ni despertar-li un interès profund.
Hindemith va abandonar el projecte d’una òpera còmica i va pensar a compondre una cantata seriosa però inofensiva. Tot i la repressió nazi i l’expulsió de col·legues jueus com Sekles, Gál i Feuermann, mantenia una actitud tranquil·la i col·laborava amb el règim en temes educatius, tot i recelar de fer-se veure massa. Va subestimar la gravetat del moment i la implicació de figures com Fritz Stein.
A finals de l’estiu de 1933, Hindemith va començar a entendre que la repressió contra els jueus no era un episodi passatger. Molts altres amics i col·legues van ser apartats: Curt Sachs, malgrat haver estat considerat “indispensable”, acabà destituït; Mersmann va perdre els seus llocs a la Technische Hochschule i a la ràdio de Berlín; Schreker, després de ser expulsat de l’Acadèmia Prussiana de les Arts, va patir un ictus i va morir; Schönberg i Kestenberg també van desaparèixer de l’Acadèmia; i molts músics destacats com Klemperer, Fritz Busch, Licco Amar i Beatrice Lauer-Kottlar van ser acomiadats. De totes maneres, de moment confiava que el règim canviaria aviat i recomanava no actuar de forma precipitada.
El mateix estiu Hindemith va reprendre el projecte d’una òpera sobre Matthias Grünewald. Cansat dels llibretistes, va decidir escriure ell mateix el text. Per a l’òpera va escriure quatre preludis i interludis que Furtwängler va demanar per a un concert a començaments de desembre i per a la gira posterior i que alhora serviria com a bona promoció per a l'òpera. Hindemith se sent molt identificat amb la figura de Grünewald, un artista incomprès que representa la seva pròpia situació. Mentrestant, la vida personal de Hindemith es complica amb la detenció del seu cunyat jueu, Hans Flesch, víctima del control nazi sobre la ràdio. Aquest context personal i polític confereix més urgència i significat a l’obra.
La repressió nazi començava a afectar l'entorn de Hindemith, que tenia una esposa considerada "no-ària". Tot i això, gràcies als vincles familiars de molts músics amb jueus (com Strauss) i al suport de figures com Furtwängler, Hindemith encara no va ser atacat directament. Hindemith seguia treballant en l’òpera, que ja havia decidit anomenar Mathis der Maler, i els interludis orquestrals. La simfonia basada en l’òpera va triomfar i semblava que Hindemith tenia l’acceptació del règim nazi. Però va arrivar la prohibicióm tot i que no formal, de la seva música a la ràdio. La situació era tensa i Furtwängler intentava defensar-lo davant de Hitler. Hindemith va amenaçar d’exiliar-se si no cessaven els atacs de la premsa nazi, que el criticava per la seva connexió amb música moderna i jueus. Finalment, a una reunió, va ser reconegut com un dels pocs compositors veritables i va rebre suport del Ministeri de Propaganda. Tot i això, es plantejava retirar algunes obres controvertides per evitar més problemes. La seva situació reflectia la complexa relació entre l’artista i el règim nazi.
Les esperances de passar desapercebuts van durar poc: quan Furtwängler va sol·licitar permís a Goering per estrenar Mathis der Maler a Berlín, li van exigir l’aprovació personal de Hitler. Se sabia que Hitler no estimava Hindemith, especialment després d’escandalitzar-se per l’escena d’una soprano nua a Neues vom Tage. Furtwängler i Hindemith van intentar convèncer Hitler mitjançant un article crític en el qual Furtwängler defensava Hindemith contra les acusacions i criticava la persecució política en l’art, però això va enfurismar la jerarquia nazi. Goebbels i Rosenberg van atacar públicament Hindemith, desqualificant-lo per la seva «actitud no alemanya» i posant-lo fora del moviment cultural nazi. Així, tot i alguns suports inicials, Hindemith va quedar fermament rebutjat pel règim nazi. El 6 de desembre de 1934, durant un discurs al Palau d'Esports de Berlín, el ministre de Propaganda d'Alemanya, Goebbels va denunciar públicament Hindemith com un «productor de sorolls atonals»: «Pot ser que la seva sang sigui purament alemanya, però això només confirma de manera dràstica com la infecció intel·lectual jueva ha penetrat profundament en el cos del nostre propi poble. Arribar a aquesta conclusió no té res a veure amb la denúncia política. Ningú no pot acusar-nos d’intentar impedir l’art autèntic per reglaments petits o maliciosos. Volem veure reflectida una visió i un comportament nacional-socialista, i ningú, per important que sigui, té dret a demanar que això es limiti a la política i s’expulsi de l’art. Segur que no podem permetre’ns, davant la penosa manca d’artistes productius al món, girar l’esquena a un artista veritablement alemany. Però ha de ser un artista de debò, no només un productor de sorolls atonals». Acte seguit es va fer públic un telegrama signat per Richard Strauss que felicitava Goebbels per «esborrar elements indesitjables», tot i que Strauss després va negar haver-lo enviat.
Furtwängler va ser el primer en pagar les conseqüències: no li va quedar més remei que dimitir de tots els seus càrrecs (Reichsmusikkammer, Òpera Estatal i Orquestra Filharmònica de Berlín). El 20 de novembre de 1934, en plena batalla, el director Johannes Schüler va tenir la valentia de dirigir la Simfonia Mathis der Maler a Essen.
A principis d’abril de 1935, Hindemith i la seva dona Gertrud van marxar cap a Ankara, Turquia, sense pensar en trencar definitivament amb Alemanya. A Turquia, sota la  benevolent dictadura d’Atatürk, havia rebut l'oferta de crear una escola de música que combinés tècniques avançades amb les tradicions locals. Durant la seva estada, va estudiar la situació musical i va proposar millores, a més de dirigir un concert amb músics turcs que va tenir èxit. El seu adjunt va ser Eduard Zuckmayer. Hindemith va liderar la reorganització de l'educació musical turca i els primers esforços per establir l'⁣Òpera i el Ballet Estatals de Turquia. No es va quedar a Turquia tant com molts altres emigrats, però va influir molt en la vida musical turca; el Conservatori Estatal d'Ankara deu molt als seus esforços. Els joves músics turcs consideraven a Hindemith com un "autèntic mestre", i era apreciat i molt respectat.
La seva música no estava oficialment prohibida a Alemanya, però cap director es volia arriscar a estrenar-la, així que la primera interpretació de Schwanendreher va ser a Amsterdam el 1935, i després a Londres el 1936, on va compondre Trauermusik, una peça de dol per la mort del rei Jordi V.

### Música degenerada
Els nazis van prohibir la seva música l'octubre de 1936, i posteriorment va ser inclòs a l'exposició Entartete Musik (Música degenerada) de 1938 a Düsseldorf. Hindemith vivia el rebuig creixent d’Alemanya. A principis de 1937 només li arribaven propostes de l’estranger, o de Nadia Boulanger, que volia traduir el seu nou llibre de teoria al francès.
En tornar a Berlín el 1937, es va convèncer definitivament que no tenia futur a l’Alemanya nazi i va decidir dimitir del seu càrrec a la Hochschule abans de marxar als Estats Units. El 1937, Hindemith va publicar el seu important llibre de teoria musical Unterweisung im Tonsatz, que va passar gairebé desapercebut a Alemanya a causa de la censura nazi. Durant dos anys, després de Mathis der Maler, Hindemith havia deixat de compondre música de gran format per concentrar-se en aquest tractat teòric. Hindemith va intentar superar les limitacions dels sons basant-se en la sèrie d’harmònics, un fenomen natural en què, a partir d’un to fonamental, sorgeixen altres intervals (com l’octava o la quinta). Considerant aquesta sèrie com immutable, en va derivar una escala tonal que, un cop ajustada per la temperació, desemboca en l’escala cromàtica actual i proposa un sistema on cada nota té una funció definida, com planetes que giren al voltant d’un sol tonal. Això allibera les notes no diatòniques de ser només notes de pas i desafia la jerarquia tradicional del sistema major-menor. Finalment, defensa que la tríada (acord major) és com la gravetat: un punt de referència inevitable en la música, essencial per a l’orientació de l’oient. Al mateix temps que codificava el seu llenguatge musical, l'ensenyament i les composicions de Hindemith van començar a veure's afectades per les seves teories, segons crítics com Ernest Ansermet.
Paul Hindemith va arribar als Estats Units el 1937 i el seu primer compromís va ser a Washington, amb el suport de la mecenes Elizabeth Sprague Coolidge. El seu primer concert, a la Biblioteca del Congrés, va ser un gran èxit, especialment per la seva presència escènica propera i desarmant. Va actuar amb Jesús María Sanromá i Georges Barrère. Tot i que el concert del Schwanendreher no va anar tan bé per problemes amb l’orquestra i el director Carlos Chávez, la gira per cinc ciutats (Washington, Boston, Nova York, Chicago i Buffalo) va consolidar la seva reputació. Va rebre suport informal de grans figures com Koussevitzky, que li va prometre una futura col·laboració. Hindemith va viure aquesta primera etapa americana com una experiència positiva i reveladora, tan artística com personalment.
Hindemith va tornar dels EUA amb una sensació de satisfacció però també de certa irritació per les dificultats que li esperaven a Europa. Durant aquest període, va començar a treballar en el ballet Nobilissima Visione, inspirat en la vida de sant Francesc d’Assís, una idea que va sorgir gràcies a la trobada amb Léonide Massine a Florència. Mentrestant, Hindemith va compondre una suite de concert anomenada Danses simfòniques i dues sonates per a orgue, i va continuar treballant en altres peces. Tot això es va desenvolupar en un context polític complicat, amb tensions i maniobres per part dels nazis que afectaven la seva carrera i les seves obres. Finalment, Massine i Hindemith van començar a preparar el ballet a la badia de Nàpols, treballant conjuntament en la coreografia i la música.
Durant una segona gira als Estats Units, va oferir recitals en petits centres, inclosa la Universitat Yale, que després seria la seva llar. A Europa, es preparaven dues obres importants: Mathis der Maler a Zúric i Nobilissima Visione a Montecarlo. A Alemanya, però, la seva obra era rebutjada oficialment, associada a la música "degenerada" en l’exposició d’Hamburg. L’estrena de Mathis der Maler a Zúric va ser un èxit internacional, mentre que a Alemanya es mantenia el silenci. Nobilissima Visione es va estrenar a Londres amb bona acollida, malgrat les pors inicials per tractar un tema religiós tan venerat.
En tornar de Londres, el 1938 Hindemith va acompanyar la Gertrud a Berlín per clausurar l’apartament de la Sachsenplatz on havien viscut durant una dècada. Havien decidit establir-se definitivament a Suïssa, i van llogar una petita casa a Blusch, a prop de Sierre, al cantó del Valais. Va emigrar a Suïssa, en part perquè la seva dona era d'ascendència en part jueva.Sovint hi venien amics com el compositor Darius Milhaud, el pianista Maurice Perrin o l'empresari Werner Reinhart. Aquell any va fer diversos viatges de concerts per Europa i els Estats Units, principalment per motius econòmics, deixant la seva dona Gertrud a casa a Blusch. A Amèrica, va planejar ballets que no es van arribar a representar. Tot i haver tallat lligams amb Alemanya, continuava tenint problemes amb les autoritats nazis, per exemple impedint que una cantant alemanya interpretés les seves obres a Amsterdam.

### Segona Guerra Mundial

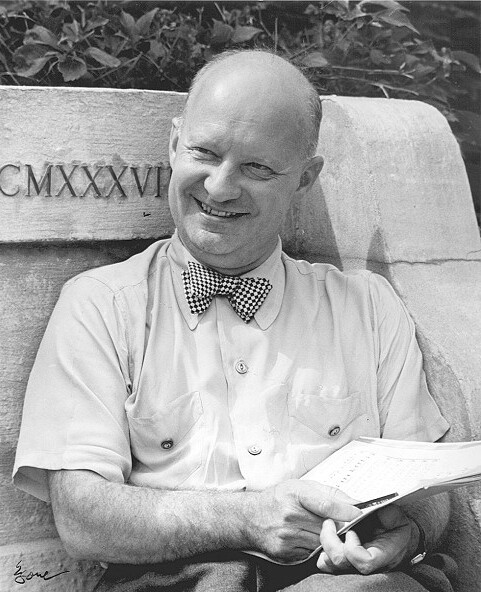
Hindemith durant la dècada de 1940

L’esclat de la Segona Guerra Mundial el setembre del 1939 no va afectar immediatament Hindemith a la seva residència a les muntanyes suïsses. Hindemith es va mantenir allunyat de la política i va continuar treballant en projectes importants com un ballet inspirat en Breughel i l’òpera Die Harmonie der Welt. Tot i algunes ofertes als EUA, preferia mantenir una vida privada i tranquil·la durant el conflicte.
Hindemith va haver de separar-se temporalment de la seva dona Gertrud i de casa seva a Blusch per marxar a Amèrica, fent passar aquest viatge com una gira més. Com a alemany, necessitava recomanacions especials per travessar aigües britàniques segurament, que va obtenir gràcies a l’ajuda d’amics com Hugo Strecker i Adrian Boult. En una carta, expressa la seva emoció pel suport rebut, sobretot en un moment d’odi i conflicte, valorant l’amistat i ajuda inesperada en un context molt difícil.

### Professor als EUA
Hindemith va arribar als EUA el 16 de febrer de 1940 i, després d’uns primers dies a Nova York, va treballar a la universitat de Buffalo i a Wells College, tot i que no li agradava Buffalo ni el clima. Estava cansat i frustrat amb les classes i l’ambient acadèmic, però mantenia l’esperança perquè rebia ofertes a altres universitats, com Yale, on va fundar el Yale Collegium Musicum. on finalment va obtenir un lloc fix. Això li va permetre deixar els viatges constants i dedicar més temps a compondre. Paral·lelament, tenia projectes musicals i comissions, tot i que va trencar relacions amb el coreògraf Massine per desacords artístics. Malgrat la nostàlgia i la dificultat d’adaptar-se, la seva situació professional començava a estabilitzar-se.
Hindemith va cancel·lar un projecte de ballet amb Massine basat en música de Weber, però en va reutilitzar el material per a la Metamorfosis simfòniques sobre temes de Weber. També va abandonar un altre ballet inspirat en Breughel, potser reaprofitat a Els quatre temperaments. Durant l’estiu de 1940, Hindemith encara estava sol als EUA, ja que Gertrud no havia pogut viatjar. Va participar en el festival de Tanglewood com a cap del departament de composició. Treballava amb joves compositors com Bernstein, els exigia molt però mantenia un ambient viu i disciplinat. Gertrud, després de molts entrebancs i un viatge complicat via Lisboa, va arribar finalment a Nova York al setembre, poc abans que Hindemith comencés a ensenyar a la Universitat Yale.
A Yale va tenir estudiants tan notables com Lukas Foss, Graham George, Andrew Hill, Norman Dello Joio, Mel Powell, Yehudi Wyner, Harold Shapero, Hans Otte, Ruth Schönthal, Samuel Adler, Leonard Sarason, Fenno Heath, el compositor guanyador de Tony Mitch Leigh, i el director de cinema guanyador d'un Oscar George Roy Hill.
Durant aquest temps va donar les Charles Eliot Norton Lectures a Harvard, de les quals es va extreure el llibre A Composer's World (1952). Hindemith va tenir una llarga amistat amb Erich Katz, les composicions del qual van ser influenciades per ell. També entre els estudiants de Hindemith hi havia el futur científic de coets Wernher von Braun i els compositors Franz Reizenstein, Harald Genzmer, Oskar Sala, Arnold Cooke, Robert Strassburg, i desenes d'altres notables.

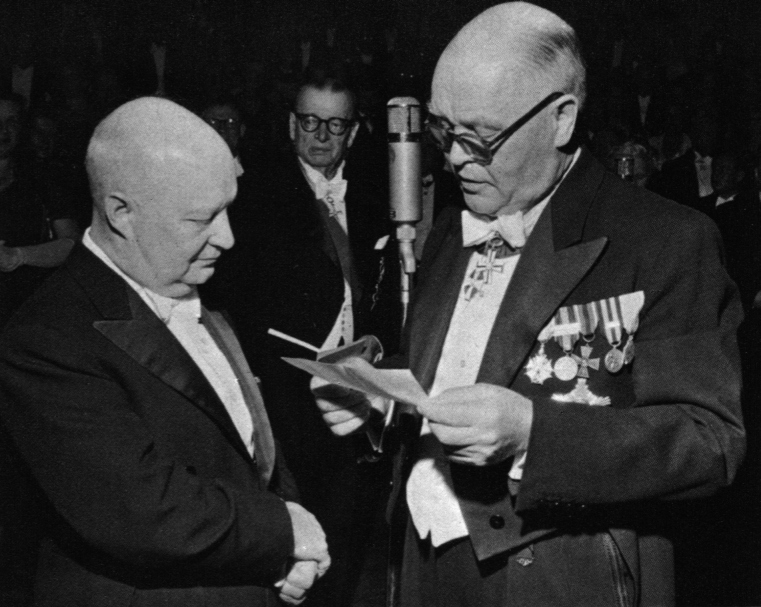
Hindemith (esquerra) va rebre el premi Wihuri Sibelius el 1955 d'Antti Wihuri.

Hindemith es va convertir en ciutadà nord-americà el 1946, però va tornar a Europa el 1953, vivint a Zúric i on va ensenyar a la universitat fins que es va retirar de l'ensenyament el 1957. Cap al final de la seva vida va començar a dirigir més i va fer nombrosos enregistraments, la majoria de la seva pròpia música.
L'any 1954, un crític anònim de la revista Opera, després d'haver assistit a una representació de Neues vom Tage de Hindemith, va escriure: "El senyor Hindemith no és un director virtuós, però té una habilitat extraordinària per fer que els intèrprets comprenguin com se suposa que ha d'interpretar-se la seva pròpia música."
Hindemith va rebre el premi Wihuri Sibelius el 1955. Va ser guardonat amb el Premi Balzan l'any 1962 "per la riquesa, extensió i varietat de la seva obra, que es troba entre les més vàlides de la música contemporània, i que conté obres mestres d'òpera, música simfònica i de cambra".

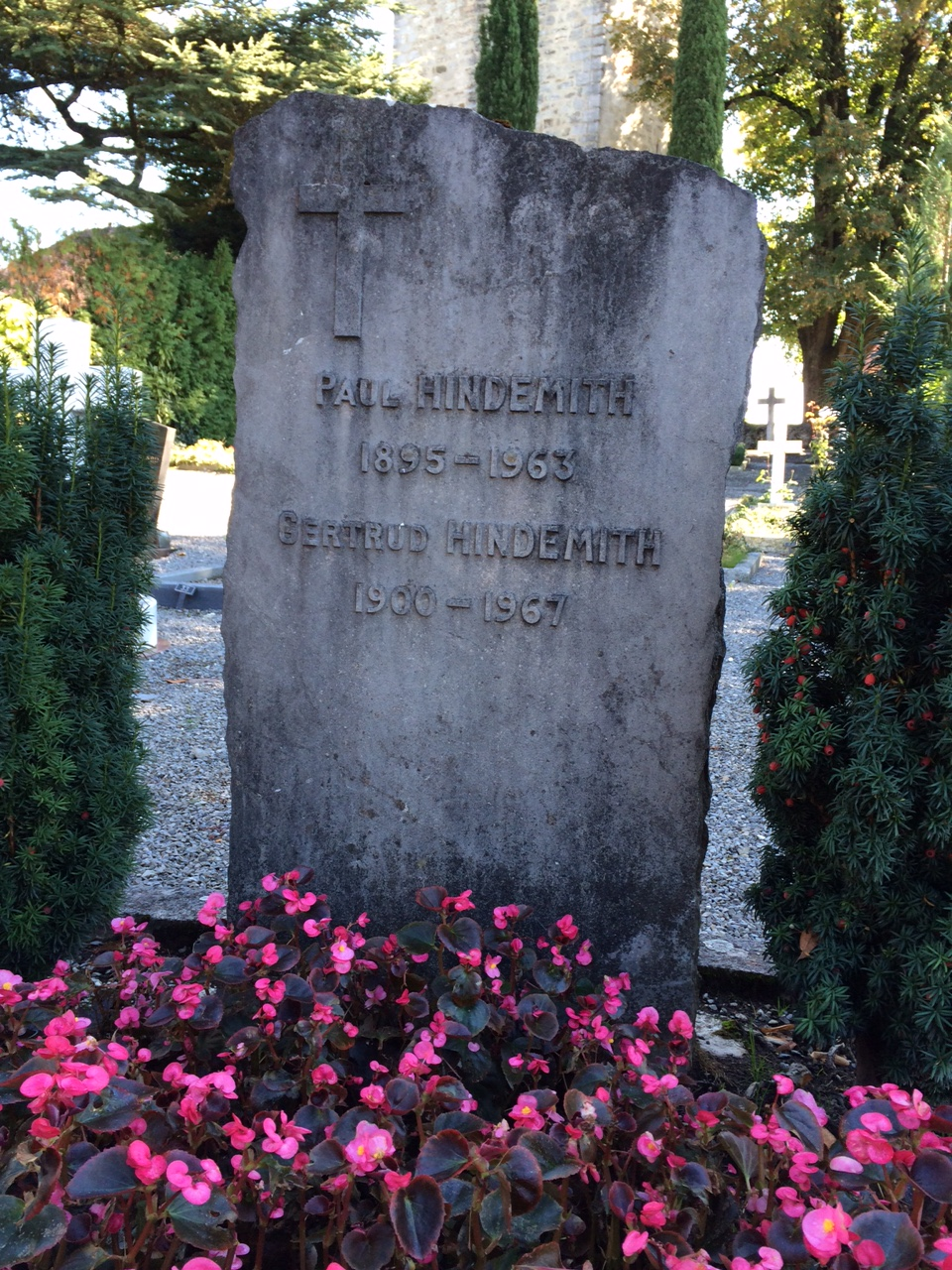
Tomba a Suïssa

Malgrat un declivi prolongat de la seva salut física, Hindemith va compondre gairebé fins a la seva mort. Va morir a Frankfurt de pancreatitis, als 68 anys. Ell i la seva dona estan enterrats al Cimetière La Chiésaz, La Chiésaz, Cantó de Vaud, Suïssa.

## La seua música
Hindemith és considerat com un dels músics alemanys més importants del segle xx. Les seues primeres obres són encara d'inspiració romàntica. Després va passar per una etapa expressionista, semblant en el seu estil a la del jove Schönberg. Més tard va desenvolupar un estil propi, que alguns van considerar, i encara avui és així, de difícil comprensió. Ha estat qualificat de neoclàssic, però és molt diferent del neoclassicisme d'Ígor Stravinski, i està més a prop de l'estil contrapuntístic barroc de Bach que de la claredat clàssica de Mozart.
Aquest nou estil apareix ja en una sèrie d'obres anomenades Kammermusik (música de cambra) que daten de 1922 a 1927. Cada una d'aquestes peces va ser escrita per a un conjunt diferent d'instruments (alguns d'ells completament atípics). Per exemple, la Kammermusik núm. 6, és un concert per a viola d'amore, un instrument que havia caigut en desús des de finals de l'època barroca. Hindemith va continuar component durant tota la seua vida per a aquest tipus de conjunts, produint, per exemple, una sonata per a contrabaix i piano el 1949.
Durant els anys 30, Hindemith va començar a escriure cada vegada més per a grans conjunts orquestrals. El 1933-35, va escriure la seua òpera Mathis der Maler (Maties el pintor), basada en la vida del pintor renaixentista alemany Matthias Grünewald. Com moltes de les obres de Hindemith, va obtenir el vistiplau dels cercles musicals, però escàs èxit popular, i encara avui es representa molt rarament. L'any 1934, mentre escrivia aquesta òpera, va compondre una simfonia amb el mateix nom, considerada una de les seues obres mestres.
Hindemith, com Kurt Weill i Ernst Krenek, va escriure gebrauchsmusik (música útil), és a dir música amb un propòsit polític i social precís, fins i tot pensada per a ser tocada per aficionats. N'és un exemple la seua Trauermusik (‘música fúnebre'), escrita el 1936. Hindemith estava preparant un concert per a la BBC quan es va assabentar de la mort del rei Jordi V. Ràpidament va compondre aquesta peça per a viola i orquestra de corda, que va ser interpretada el mateix dia. Més tard Hindemith va rebutjar el terme gebrauchsmusik, perquè el considerà equívoc.
A finals dels 30, Hindemith va escriure un tractat de música titulat L'art de la composició musical en què classifica tots els intervals musicals, des del més consonant al més dissonant. Aquest manual fixa la tècnica compositiva de Hindemith, que va continuar usant la resta de la seua vida. La seua obra per a piano Ludus Tonalis (1942) és un clar exemple de l'ús d'aquesta tècnica. Conté dotze fugues, a la manera de Johann Sebastian Bach, connectades entre si per un interludi durant el qual la música es desplaça des de la tonalitat de la fuga precedent a la de la fuga següent.
L'obra més famosa de Hindemith probablement són les Metamorfosis simfòniques sobre temes de Weber, escrites el 1943. En aquesta composició, Hindemith es va servir de melodies de Carl Maria Von Weber, sobretot duets per a piano, però també d'un tema de l'obertura de la música incidental per a Turandot, i les va transformar i adaptar de tal manera que cada moviment de l'obra es basa en un tema.

## Obres

### Orquestrals
- Sinfonietta, op. 4 (1916)
- Ragtime (1921)
- Concert per a orquestra op. 38 (1923)
- Cinc peces per a orquestra de corda (1925)
- Variacions per a orquestra (1932)
- Maties el pintor (simfonia) (1934, considerada la seua obra mestra)
- Danses simfòniques (1937)
- Simfonia en Mi bemoll (1940)
- Amor i Psiche (1943)
- Metamorfosis simfòniques sobre temes de Weber (1943)
- Symphonia serena (1946)
- Sinfonietta en mi major (1949)
- Simfonia Die Harmonie der Welt (1957)
- Simfonia per a banda (1951)
- Simfonia Pittsburgh
- Marxa sobre "Schwerzeiton" (1960)

### Ballet
- Der Dämon, op.28 (1922)
- Triadisches ballett (1923)
- Nobilíssima visione (1938)
- Els quatre temperaments per a orquestra de corda i piano (1940)
- Hérodiade (1944)

### Obres vocals
- Das Marienleben, obra vocal sobre poemes de Rilke (1923)
- Six Chansons, sobre poemes francesos de Rilke
- Das Unaufhörliche, oratori per a cor i orquestra sobre text de Gottfried Benn (1931)
- When Lilacs Last in the Dooryard Bloom'd per a cor i orquestra, basada en poemes de Walt Whitman (1946)
- Missa per a cor mixt a cappella (1963)

### Òperes
- Mörder, Hoffnung der Frauen (1921)
- Das Nusch-Nuschi (1921)
- Sancta Susanna (1922)
- Cardillac (1926)
- Hin und zurück (1927)
- Neues vom Tage (1929)
- Lehrstück
- Mathis der Maler (1938)
- Die Harmonie der Welt (1957)
- The Long Christmas Dinner (1963)

### Concertant
- Concert per a cello Op.3 (1916)
- Klaviermusik mit Orchester per a piano amb mà esquerra solista i orquestra Op.29
- Kammermusik núm. 2 per a piano i orquestra (1924)
- Kammermusik núm. 3 per a violoncel i orquestra (1925)
- Kammermusik núm. 4 per a violí i orquestra (1925)
- Kammermusik núm. 5 per a viola i orquestra (1927)
- Kammermusik núm. 6 per a viola d'amor i orquestra (1927)
- Kammermusik núm. 7 per a orgue i orquestra (1927)
- Konzertmusik per a viola i gran orquestra de cambra (1930)
- Der Schwanendreher concert per a viola i petita orquestra (1935)
- Trauermusik per a viola i cordes (1936)
- Concert per a violí (1939)
- Concert per a violoncel (1940)
- Concert per a piano (1945)
- Concert per a clarinet (1947)
- Concert per a trompa (1949)
- Concert per a flauta, oboè, clarinet, fagot, arpa i orquestra (1949)
- Concert per a trompeta, fagot i cordes (1949)
- Concert per a orgue (1962)

### Música de cambra
- Quartet de corda núm. 1 en do op. 2 (1915)
- Quartet de corda núm. 2 en fa menor op. 10 (1918)
- Quartet de corda núm. 3 en Do op. 16 (1920)
- Quartet de corda núm. 4 op. 22 (1921)
- Kammermusik núm. 1 per a orquestra de cambra
- Kleine Kammermusik op. 24 per a quintet de vent
- Quartet de corda núm. 5 op. 36 (1923)
- Quintet per a clarinet i quartet de corda (1923)
- Trio per a corda núm. 1 (1924)
- Tres peces per a cinc instruments per a clarinet en si, trompeta en do, violí, contrabaix i piano (1925)
- Trio per a corda núm. 2 (1933)
- Sonata per a flauta (1936)
- Quartet per a clarinet, violí, violoncel i piano (1938)
- Quartet de corda núm. 6 (1943)
- Quartet de corda núm. 7 (1945)
- Octet per a clarinet, fagot, trompa, violí, dos violes, violoncel i contrabaix (1958)

### Orgue
- Sonata per a orgue núm. 1 (1937)
- Sonata per a orgue núm. 2 (1937)
- Sonata per a orgue núm. 3 (1940)